# Lüßwald
Koordinaten: 52° 51′ 1″ N, 10° 17′ 29″ O

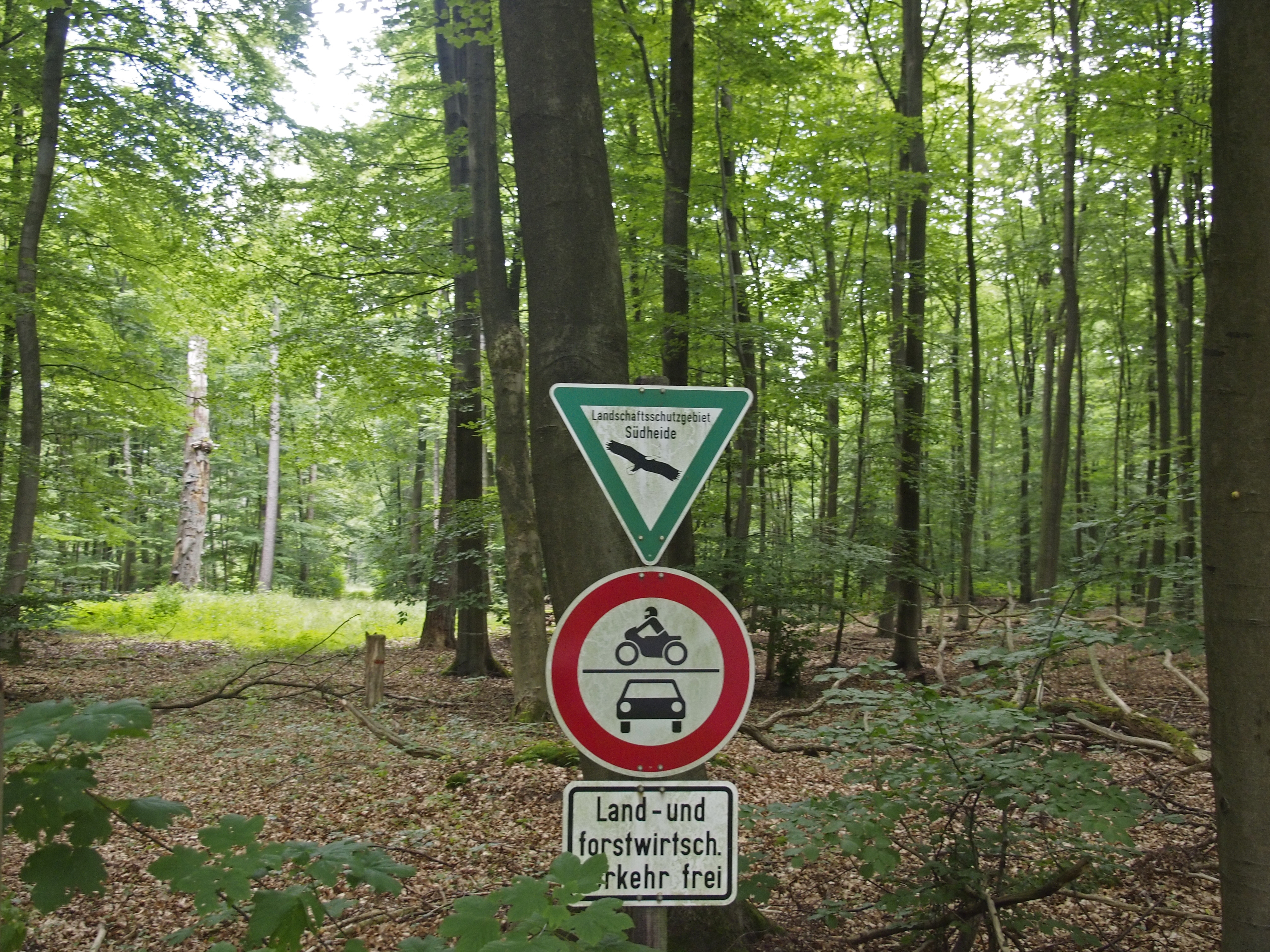
Der Lüßwald nahe Unterlüß

Der Lüßwald ist ein ca. 7500 ha großer Mischwald in der zur Gemeinde Südheide gehörenden Ortschaft Unterlüß in der Lüneburger Heide. Er trägt seinen Namen vom Lüß und ist Teil eines der größten zusammenhängenden Waldgebiete Deutschlands. Teile des Lüßwaldes liegen im Landschaftsschutzgebiet Südheide (LSG CE 25) sowie im nahezu deckungsgleichen Naturpark Südheide. Ein rund 170 Hektar großer Teil des Waldes ist als Naturschutzgebiet Lünsholz ausgewiesen.

## Geografische Lage

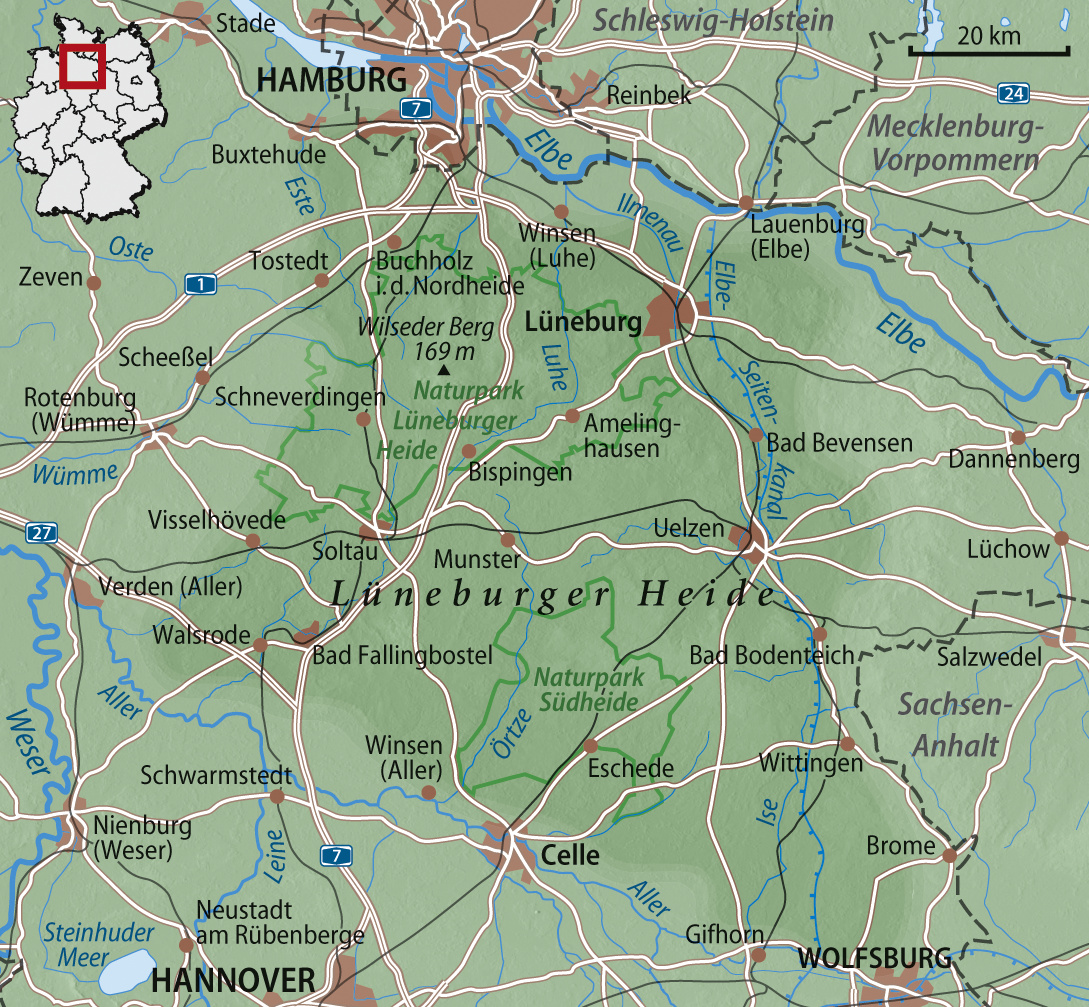
Karte des Naturraums Lüneburger Heide

Der Lüßwald wird von der Bahnstrecke Lehrte–Hamburg-Harburg und der von Hankensbüttel nach Müden (Örtze) verlaufenden Straße L 280 durchzogen, die Bundesstraße 191 verläuft im Südosten. Er ist Teil eines noch größeren Waldgebietes, welches sich wesentlich im Raum zwischen den Städten bzw. Ortschaften Munster (Örtze), Eimke, Suderburg, Bad Bodenteich, Sprakensehl, Eschede, Winsen (Aller), Hermannsburg und Wietzendorf erstreckt. Dieses zentrale Waldgebiet wird gen Westen durch den Fluss Örtze, gen Süden durch die Aller, gen Südosten durch die Lachte, gen Osten durch den Elbe-Seitenkanal und gen Norden durch die nach Uelzen fließende Gerdau eingefasst. Das Waldgebiet verfügt jedoch auch noch über wesentliche Waldverbindungen darüber hinaus, die im Süden bis kurz vor Burgwedel, im Norden bis nach Buchholz, und im Westen bis nach Bad Fallingbostel reichen.

## Historie

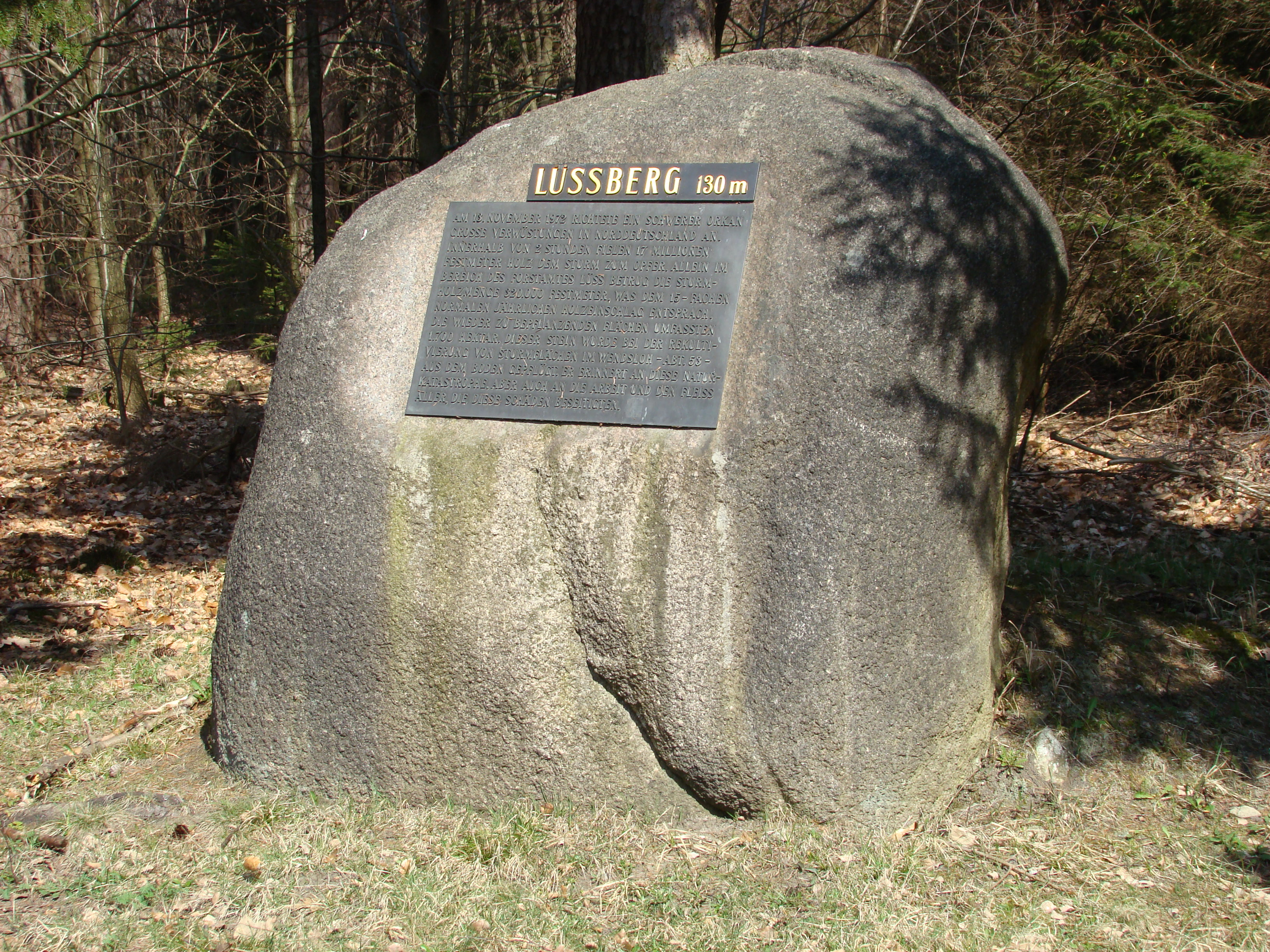
Gedenkstein an den Orkan Quimburga vom 13. November 1972

Zwar nicht uralter Baumbestand, aber doch sehr alte Waldstrukturen, konnten hier die Jahrhunderte überdauern. Selbst am Ende der Zeit der Heidebauernwirtschaft, als die Heideflächen in der Umgebung noch ausgedehnter waren, gab es hier den Wald. Auf der Karte der Kurhannoverschen Landesaufnahme von 1777 ist der Lüßwald bereits großflächig als "Königliche Höltzung" eingezeichnet. Der Ortsname „Unterlüß“ bzw. „unter“ und „Lüß“ (zum Begriff s. Geologie) enthält den schon im Jahr 1569 erwähnten Flur- und Waldnamen des Forstes „Lüß“.
Aus jüngerer Zeit erinnert ein Gedenkstein mit Inschrift auf dem Lüßberg nahe dem sogenannten Wolfswinkel an den großen Orkan Quimburga vom 13. November 1972. Dieser hatte laut Inschrift damals „im Bereich des Forstamtes Lüß (...) 320.000 Festmeter“, was „dem 15-fachen normalen jährlichen Holzeinschlag entsprach“, vernichtet. Auch die Waldbrandkatastrophe in der Lüneburger Heide kostete 1975 erhebliche Baumbestände, weshalb die umliegenden Wälder einen jüngeren Baumbestand aufweisen.

## Flora (Pflanzenwelt)

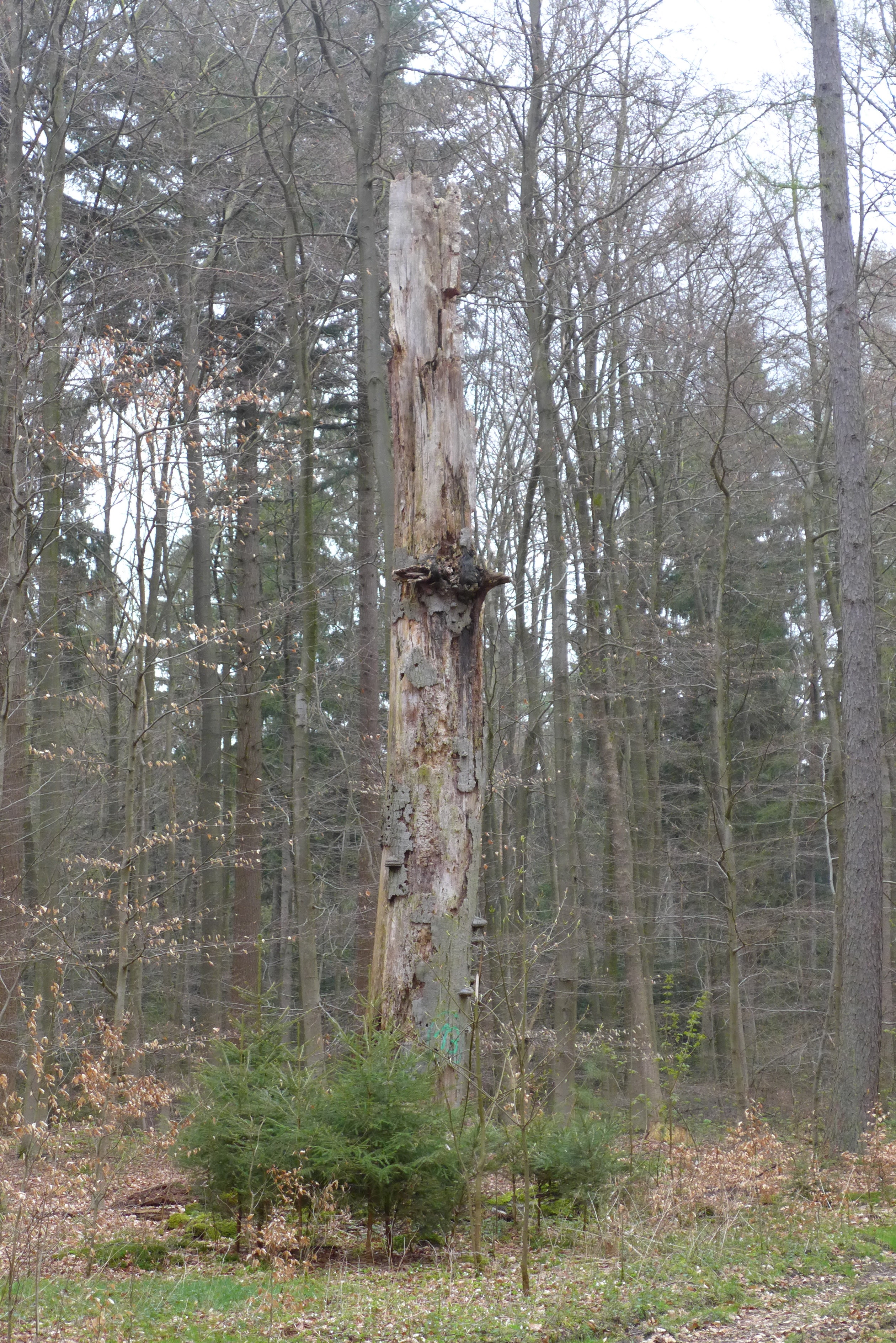
Eine Rotbuche im Verfallstadium im Lüßwald

Der Lüßwald hat einen Baumbestand, der neben Kiefern und Birken teilweise aus über 100-jährigen Douglasien, Buchen, Eichen und Fichten besteht, teilweise sind auch Eichenbestände bis ca. 180 Jahren vorhanden. Er ist sehr strukturreich und auch von jüngerem Baumbestand oder Waldwiesen geprägt. Am Rand, oder umschlossen von den angrenzenden Wäldern, befinden sich als Teil der Südheide auch größere Heideflächen wie etwa die Heideflächen mittleres Lüßplateau, Moränenlandschaften oder auch Moore wie zum Beispiel das Brambosteler Moor, Quellort der Gerdau.
Auch ein Naturwaldreservat ist Teil des Lüßwaldes. Dieser Teil trägt den offiziellen Namen Naturwald Lüßberg. In diesem Waldabschnitt, der innerhalb des Naturschutzgebietes Lünsholz liegt, wurde seit 1973 jegliche Nutzung eingestellt. Der Wald bleibt sich selbst überlassen, die Bäume dürfen dort so lange leben, bis sie eines natürlichen Todes sterben. Totholz wird gezielt im Wald belassen um Lebensräume für Totholzbewohner zu schaffen.
Es herrscht hier ein generelles Betretungsverbot, jedoch vom Weg aus kann man den besonderen Reiz dieses Waldes erkennen, der im Lauf der Zeit eine besonders hohe Strukturvielfalt entwickelt, wertvoll für Tier- und Pflanzenarten mit besonderen Anforderungen an ihren Lebensraum, etwa auch Waldeidechsen oder die giftigen Kreuzottern.

## Fauna (Tierwelt)
Bereits in der ersten Hälfte des 13. Jahrhunderts wurde das Gebiet des Lüßwaldes als königlicher Wildbannforst erwähnt. Noch heute gibt es neben Rotwild als der größten einheimische Wildart auch ebenso Rehwild, Schwarzwild oder Raubwild, zu letzteren gehören neben beispielsweise Fuchs und Marder auch der bereits vereinzelt gesichtete Luchs. Auch der Wolf hat sich angesiedelt. Nachdem im Jahr 2007 ein erster Fotonachweis eines Einzeltieres auf dem bei Unterlüß gelegenen, ca. 50 km² großen, wild- und artenreichen Erprobungsgelände der Firma  Rheinmetall Waffe Munition GmbH erfolgte etablierte sich im Raum Unterlüß mittlerweile ein Rudel, wie man es bereits 2013 nach weiteren Sichtungen vermutet hatte. Besonders seltene Tierarten und auch zahlreichen weiteren Wolfs-Nachwuchs fördern auch die Truppenübungsplätze Munster und Bergen, mit denen der Lüßwald durch Wald-, Wiesen- und Heideflächen in Verbindung steht.
Auch seltene und störungsanfällige Arten wie der Schwarzstorch und der Sperlingskauz leben im Lüßwald.
Der Bezug zum Wildreichtum dieses alten Waldgebietes ist auch in den Wappen der angrenzenden Ortschaften wie Bad Bodenteich oder Sprakensehl ersichtlich und im Herbst auch heute deutlich hörbar. Der Wolf spielt neben dem oben erwähnten kartografischen Eintrag "Wolfswinkel" am Lüßberg oder dem Ortsteilnamen "Wolfskuhle" in Suderburg beispielsweise auch im Wappen von Burgwedel, welches den südlichsten Punkt des oben beschriebenen größeren Waldgebiets markiert, eine Rolle.

## Waldflüsse

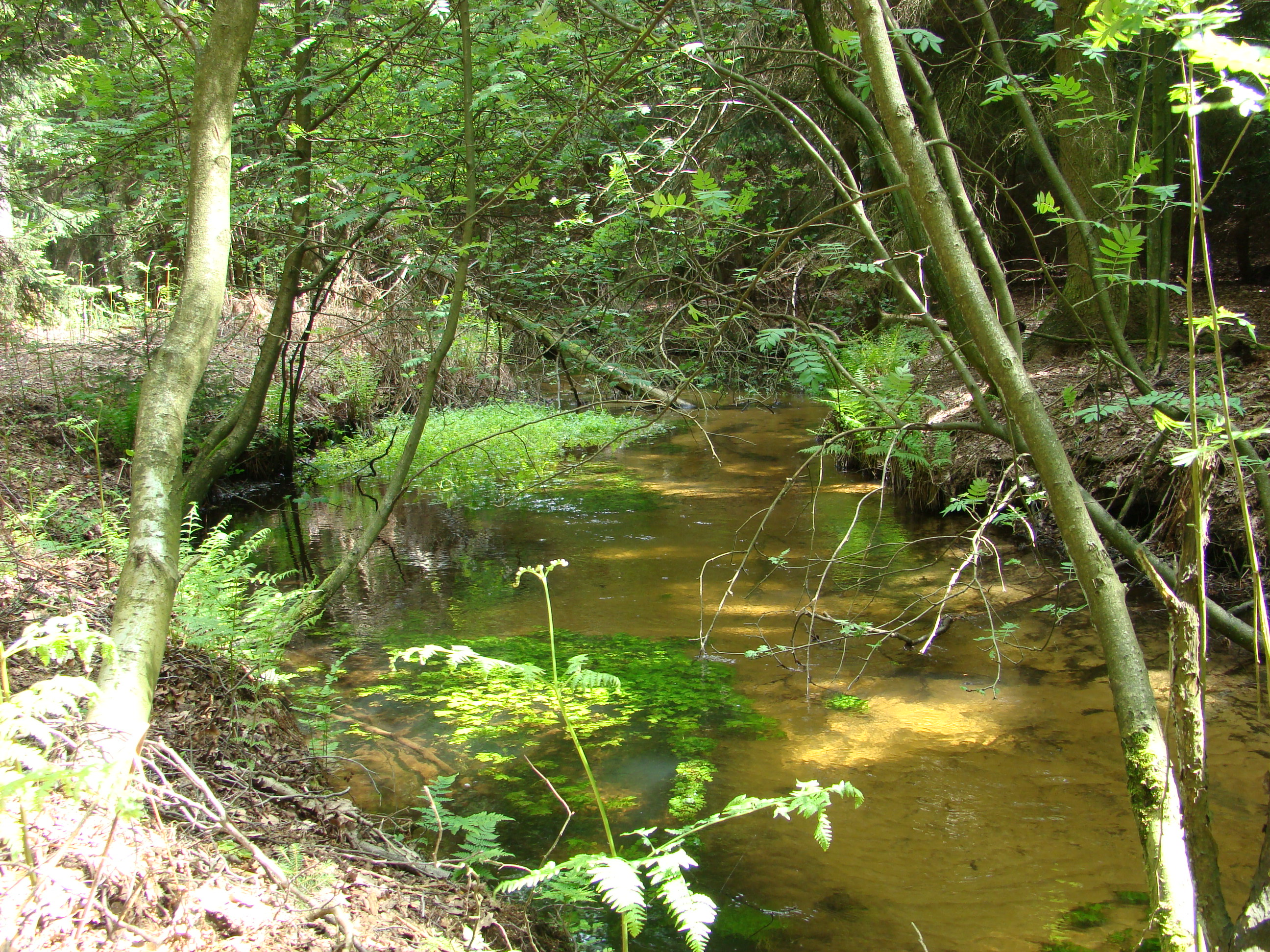
Weesener Bach bei Lutterloh

Im Bereich des Lüßwaldes entspringen die Bäche
- Sothrieth, sie durchfließt die ehemaligen Kieselgur-Abbaugebiete Neu- und Oberohe, fließt südlich von Faßberg in die Schmarbeck und mündet dann als Landwehrbach bei Müden (Örtze) in die Örtze;
- der über Lutterloh nach Hermannsburg fließende und ebenfalls in die Örtze mündende Weesener Bach;
- der Drellebach, die spätere Aschau, welche die gleichnamigen Aschauteiche bei Eschede bewässert;
- die Räber(sche) Spring, der Quellfluss der Hardau, welche durch Suderburg fließt.

Ganz in der Nähe, westlich gelegen und oberhalb von Weyhausen entspringt die Lutter und im Norden die Schmarbeck, die den Bezirk am o. g. Testgelände der Firma Rheinmetall entwässert.

## Geologie
Der Lüßwald liegt auf dem Lüß und ist Teil der Hohen Heide. Der Lüß nimmt knapp die südöstliche Hälfte der Hohen Heide in den Landkreisen Uelzen, Gifhorn und Celle ein.
Eine der größten Erhebungen im Lüßwald und auch zentraler Punkt des Lüß ist der 130 m ü. NHN hohe Lüßberg. Er bildet mit dem circa 8,5 km westlich, direkt bei der Wohnsiedlung Breitenhees im Waldabschnitt Düllow gelegenen Punkt, welcher 137 m ü. NHN erreicht, die beiden höchsten Punkte des Lüßplateaus.